# Wuhan Open 2019
Пuhan Open 2019 (також відомий під назвою Dongfeng Motor Wuhan Open 2019 за назвою спонсора) — жіночий тенісний турнір, що проходив на відкритих кортах з твердим покриттям Optics Valley International Tennis Center в Ухані (Китай).  Це був 6-й за ліком Wuhan Open. Належав до категорії Premier 5 в рамках Туру WTA 2019. Тривав з 22 до 28 вересня 2019 року.

## Очки і призові

### Нарахування очок
| Дисципліна       | П   | Ф   | ПФ  | ЧФ  | 1/8 | 1/16 | 1/32 | Q   | Q2  | Q1  |
| Одиночний розряд | 900 | 585 | 350 | 190 | 105 | 60   | 1    | 30  | 20  | 1   |
| Парний розряд    | 900 | 585 | 350 | 190 | 105 | 1    | Н/Д  | Н/Д | Н/Д | Н/Д |

### Призові гроші
| Дисципліна       | П        | F        | ПФ       | ЧФ      | 1/8     | 1/16    | 1/32   | Q2     | Q1     |
| Одиночний розряд | $520,615 | $260,310 | $130,030 | $59,960 | $29,695 | $15,240 | $7,835 | $4,360 | $2,245 |
| Парний розряд    | $148,845 | $75,310  | $37,275  | $18,765 | $9,510  | $4,695  | Н/Д    | Н/Д    | Н/Д    |

## Учасниці основної сітки в одиночному розряді

### Сіяні пари
| Країна     | Гравчиня            | Рейтинг1 | Сіяна |
| ---------- | ------------------- | -------- | ----- |
| Австралія  | Ешлі Барті          | 1        | 1     |
| Чехія      | Кароліна Плішкова   | 2        | 2     |
| Україна    | Еліна Світоліна     | 3        | 3     |
| Румунія    | Сімона Халеп        | 6        | 4     |
| Чехія      | Петра Квітова       | 7        | 5     |
| Нідерланди | Кікі Бертенс        | 8        | 6     |
| Швейцарія  | Белінда Бенчич      | 10       | 7     |
| КНР        | Ван Цян             | 12       | 8     |
| Білорусь   | Арина Соболенко     | 13       | 9     |
| США        | Слоун Стівенс       | 14       | 10    |
| Німеччина  | Анджелік Кербер     | 15       | 11    |
| США        | Медісон Кіз         | 16       | 12    |
| Данія      | Каролін Возняцкі    | 17       | 13    |
| Латвія     | Анастасія Севастова | 18       | 14    |
| США        | Софія Кенін         | 20       | 15    |
| Хорватія   | Донна Векич         | 21       | 16    |

- Рейтинг подано станом на 16 вересня 2019

### Інші учасниці
Гравчині, що отримали вайлд-кард на участь в основній сітці:
- Пен Шуай
- Олена Рибакіна
- Саманта Стосур
- Ван Сю
- Вінус Вільямс

Гравчині, що потрапили до основної сітки через стадію кваліфікації:
- Дженніфер Брейді
- Лорен Девіс
- Катерина Козлова
- Вероніка Кудерметова
- Світлана Кузнецова
- Крістіна Макгейл
- Бернарда Пера
- Чжу Лінь

Такі тенісистки потрапили в основну сітку як Щасливі лузери:
- Унс Джабір
- Ребекка Петерсон
- Тамара Зіданшек

### Відмовились від участі
До початку турніру
- Б'янка Андрееску → її замінила  Тамара Зіданшек
- Вікторія Азаренко → її замінила  Унс Джабір
- Юлія Гергес → її замінила  Крістіна Младенович
- Медісон Кіз → її замінила  Ребекка Петерсон
- Анетт Контавейт → її замінила  Каміла Джорджі
- Марія Саккарі → її замінила  Марія Бузкова
- Карла Суарес Наварро → її замінила  Олександра Соснович
- Леся Цуренко → її замінила  Джессіка Пегула
- Маркета Вондроушова → її замінила  Ван Яфань
- Чжен Сайсай → її замінила  Полона Герцог

### Знялись
- Лорен Девіс (травма поперекового відділу хребта)
- Каміла Джорджі (травма правого зап'ястка)
- Сімона Халеп (травма поперекового відділу хребта)
- Юлія Путінцева (травма лівої щиколотки)

## Учасниці основної сітки в парному розряді

### Сіяні пари
| Країна            | Гравчиня             | Країна            | Гравчиня             | Рейтинг1 | Сіяна |
| ----------------- | -------------------- | ----------------- | -------------------- | -------- | ----- |
| Китайський Тайбей | Сє Шувей             | Чехія             | Барбора Стрицова     | 6        | 1     |
| Бельгія           | Елісе Мертенс        | Білорусь          | Арина Соболенко      | 8        | 2     |
| Канада            | Габріела Дабровскі   | КНР               | Сюй Їфань            | 16       | 3     |
| Німеччина         | Анна-Лена Гренефельд | Нідерланди        | Демі Схюрс           | 24       | 4     |
| Австралія         | Саманта Стосур       | КНР               | Ч Шуай               | 28       | 5     |
| Китайський Тайбей | Чжань Хаоцін         | Китайський Тайбей | Латіша Чжань         | 32       | 6     |
| США               | Ніколь Мелічар       | Чехія             | Квета Пешке          | 36       | 7     |
| КНР               | Дуань Інін           | Росія             | Вероніка Кудерметова | 54       | 8     |

- Рейтинг подано станом на 16 вересня 2019

### Інші учасниці
Нижче наведено пари, які отримали вайлдкард на участь в основній сітці:
- Кікі Бертенс /  Леслі Паттінама Кергов
- Каролін Гарсія /  Бетані Маттек-Сендс
- Тан Цяньхуей /  Wang Xinyu

### Відмовились від участі
Під час турніру
- Сімона Халеп (lower травма спини)

## Переможниці та фіналістки

### Одиночний розряд
- Арина Соболенко —  Алісон Ріск, 6–3, 3–6, 6–1

### Парний розряд
- Дуань Інін /  Вероніка Кудерметова —  Елісе Мертенс /  Арина Соболенко, 7–6(7–3), 6–2